# Toxicodendron vernicifluum
L'albero della lacca (Toxicodendron vernicifluum (Stokes) F.A.Barkley) è una pianta appartenente alla famiglia delle Anacardiaceae. La sua linfa è stata utilizzata per circa tremila anni per produrre la lacca, che viene utilizzata nell'artigianato per realizzare oggetti laccati cinesi, oggetti laccati giapponesi (urushi) e nell'arte della lacca di altri paesi asiatici.

## Descrizione

Frutti dell'albero della lacca

L'albero della lacca è un albero a foglie decidue e raggiunge un'altezza fino a 20 metri. La corteccia dei rami è pelosa e di colore bruno-giallastro. Le foglie alterne sono lunghe 15–30 cm e disposte sul ramo in gruppi da 9 a 13 in maniera sfalsata. Il picciolo, il rachide e le foglioline sono lanuginosi. Le foglie hanno una consistenza membranosa o cartacea, con bordo liscio e 10-15 venature laterali prominenti su entrambi i lati della foglia. Mancano le stipole.
L'infiorescenza laterale, ramificata, a pannocchia, è giallo-grigiastra con peli soffici.
L'infruttescenza pendula contiene piccole drupe simmetriche lisce di circa 5–6 mm × 7–8 mm.

## Distribuzione e habitat
L'albero della lacca è originario delle foreste collinari e montane (altitudini comprese tra 800 e 2800 metri) di India, Giappone, Corea e delle province cinesi di Anhui, Fujian, Gansu, Guangdong, Guangxi, Guizhou, Hebei, Henan, Hubei, Hunan, Jiangsu, Jiangxi, Liaoning, Shaanxi, Shandong, Shanxi, Sichuan, Xizang, Yunnan, Zhejiang.

## Usi

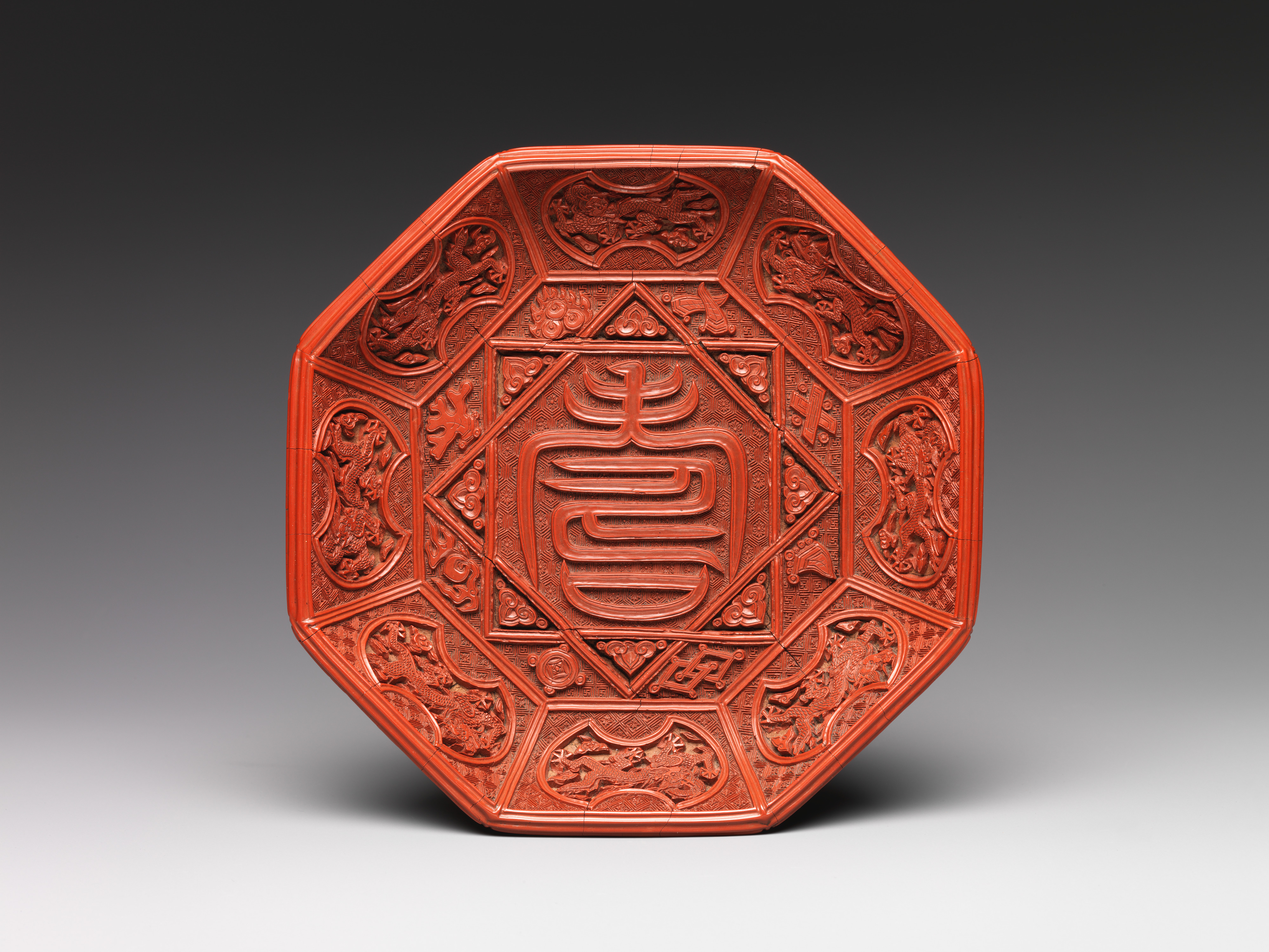
Piatto laccato

La sua resina (lacca) lucida e protegge il legno su cui viene applicata dai tarli e dall'umidità.
La lacca viene estratta in estate da alberi che hanno circa dieci anni. Preliminarmente vengono praticate delle incisioni orizzontali nel tronco, alternate in gruppi a destra e a sinistra. Se esposta all'aria, la sostanza grigio-bianca e lattiginosa polimerizza e diventa di colore marrone-nero in pochi minuti.
La linfa è molto tossica a causa dell'urushiolo che contiene, il quale, essendo un forte allergene, provoca eruzioni cutanee e vesciche; chiunque lavori sugli alberi deve indossare indumenti protettivi. Quando viene inciso per l'estrazione della lacca, l'albero avvizzisce, ma presto si formano nuovi germogli dalle radici.
Sono stati studiati i suoi effetti medicinali ed è stato descritto il suo utilizzo contro i parassiti interni come i vermi. Nel nord del Giappone il succo faceva parte di una pratica buddista di auto-mummificazione (sokushinbutsu) senza interventi postumi sul corpo.
Dai frutti si ricava la cera giapponese.